# Прапор Амвросіївки
Міськи́й пра́пор Амвросіївки — офіційний символ міста Амвросіївки Донецької області, нещодавно[коли?] затверджений рішенням Амвросіївської міської ради.

## Опис
Прямокутне полотнище прапора з відношенням ширини до довжини 2:3, розділене по вертикалі на три частини: червону — шириною 0,5 ширини полотнища, білу і зелену — шириною кожна по 0,25 ширини полотнища. У лівому верхньому куті розміщено малий герб міста Амвросіївка шириною рівною 4/15 довжини полотнища. Малий герб міста відступає від сторони полотнища, що примикає до древка, і від верхньої кромки полотнища на 1/10 розміру полотнища. Кольорове рішення прапора відповідає колірному рішенню герба міста Амвросіївка.